# Phrudocentra impunctata
Phrudocentra impunctata là một loài bướm đêm trong họ Geometridae.